# Hypnoidus pictus
Hypnoidus pictus is een keversoort uit de familie kniptorren (Elateridae). De wetenschappelijke naam van de soort is voor het eerst geldig gepubliceerd in 1991 door Bessolitzina & Dolin in Dolin & Bessolitzina.